# Peter Kurrild-Klitgaard
Peter Kurrild-Klitgaard (født 11. oktober 1966 i Odense) er en dansk professor i statskundskab. Han blev i 2017 Ridder af Dannebrog.

## Uddannelse og karriere
Han blev student fra Sct. Knuds Gymnasium i Odense i 1985. Han blev cand.phil. i samfundsfag ved Københavns Universitet i 1991 og i 1997 ph.d. i statskundskab ved samme universitet. I 1993 havde han erhvervet en M.A. (Political Science) ved Columbia University, New York, hvor han var Fulbright Scholar 1992-94. Sideløbende med studierne arbejdede han fuldtid som journalist, bl.a. ved Finanstidende og Børsinformation.
Peter Kurrild-Klitgaard har været ansat som adjunkt ved Aarhus Universitet, lektor og professor ved Syddansk Universitet, og siden 2006 som professor ved Institut for Statskundskab, Københavns Universitet. Hans forskningsområder er primært politiske institutioner, politisk økonomi og kollektive valg, herunder valg og valgsystemer, forfatninger og demokrati. Desuden er et væsentligt interesseområde amerikansk politik.
Peter Kurrild-Klitgaard har været næstformand for Forskningsrådet for Samfund og Erhverv (under Det Frie Forskningsråd), formand for Dansk Selskab for Statskundskab, og er indvalgt som medlem af flere videnskabelige selskaber i ind- og udland.
Han er medlem af flere fondsbestyrelser, bl.a. for Nikolai & Felix Fonden (tidl. Prins Nikolais og Prins Felix's Fond, tidl. Prins Joachim og Prinsesse Alexandras Fond), Fulbright Kommissionen (for uddannelsesudveksling mellem Danmark og USA) og United World College's danske nationalkomité.

## Forskningsformidling og samfundsdebat
I 2007 fik Kurrild-Klitgaard prisen som bedste underviser i statskundskab og som bedste underviser på Københavns Universitet, kaldet Årets Harald.  I 2023 var Kurrild-Klitgaard indstillet til Fonsmark Prisen og var blandt de tre finalister.
Han er jævnligt blandt de mest flittigt brugte danske samfundsforskere i medierne. Han har siden 1999 været fast tilknyttet Berlingske som kommentator og debattør, med afstikkere til Dagen (2003-2004), Politiken (2004-2005) og Børsen (2016-2018). Som sådan foreslog han bl.a. i 2005 en såkaldt "flad skat" indført herhjemme.
Kurrild-Klitgaard var i 1985-86 initiativtager til etableringen af selskabet Libertas og var i 2004 blandt initiativtagerne til tænketanken CEPOS, har siddet i dennes bestyrelse, og er medlem af dens Rådgivende Komite og Centerråd.

## Heraldik
Peter Kurrild-Klitgaard er desuden heraldiker og var bl.a. formand for Heraldisk Selskab (2009-2018).  Han er indvalgt som medlem af Academie Internationale d'Heraldique og Academie Internationale de Genealogie, samt bestyrelsesmedlem i førstnævnte og i Confédération Internationale de Généalogie et Héraldique.

I den forbindelse har han bl.a. skrevet "Nordiske Heraldiske Exlibris" (2019) og været medredaktør af "Nordiske Hertugvåbener" (2017), samt publiceret i f.eks. Personalhistorisk Tidsskrift, Heraldisk Tidsskrift, Ordenshistorisk Tidsskrift og The Double Tressure.[kilde mangler] Han har været med til at udarbejde våbenskjolde for flere nye riddere af Elefantordenen og storkorsriddere af Dannebrogordenen, bl.a. Kronprinsesse Mary, Prinsesse Marie, Anders Fogh Rasmussen, Uffe Ellemann-Jensen og Bertel Haarder.  I 2024 var han medlem af Kongehusets Kongevåbenudvalg, der havde til opgave at rådgive om mulige ændringer af det danske kongevåben. Disse trådte i kraft 1.1.2025.

## Publikationer
Peter Kurrild-Klitgaard er forfatter til eller (med-)redaktør af bøgerne (udvalg af bibliografi): 
- Demokrati i Totalstaten (2020).
- Trumps Amerika (2019), temaudgave af Samfundsøkonomen.
- Empirical Social Choice (2014), temaudgave af Public Choice.
- Essays in Honor of Martin Paldam (2013), temaudgave af Public Choice.
- Partier og Partisystemer i Forandring (2008) Festskrift til Lars Bille (Red: K. Kosiara-Pedersen & P. Kurrild-Klitgaard.) Odense: Syddansk Universitetsforlag.
- The Dynamics of Intervention: Regulation and Redistribution in the Mixed Economy (2006) Advances in Austrian Economics, Vol. 8 (Red: R. G. Koppl, J. Birner, & P. Kurrild-Klitgaard). Amsterdam: Elsevier.
- Bushs Amerika (2005) København: Ræson.
- Individ, Stat og Marked. Studier i rationalitet og politik. (2005) København: Forlaget Politiske Studier.
- Adam Smith: Økonom, filosof, samfundstænker Økonomiens Konger. (2004) København: Jurist- & Økonomforbundets Forlag.
- Valg, Vælgere og Velfærdsstat (2000) (Red: Kurrild-Klitgaard, P., Bille, L.,og Bryder, T.). (2000). Festskrift til Hans Jørgen Nielsen. København: Politiske Studier.
- Rational Choice, Collective Action and the Paradox of Rebellion (1997).Institute of Political Science, University of Copenhagen & Copenhagen Political Studies Press.
- Etik, Marked og Stat. Liberalismen fra Locke til Nozick (1992). København: Handelshøjskolens Forlag.
- Farvel til socialstaten: En bog om privatisering (1988). Værløse: Kontrast.

## Familie
Han er søn af adm. direktør Jørgen Klitgaard (død 2003) og Hanne Karla Elisabeth Kurrild (død 1988). Gift med advokat Camilla Cathrine Collet, ældste datter af godsejer og tidligere forsvarsminister, Bernt Johan Collet.

## Hædersbevisninger
- Indvalgt Fellow i Society of Antiquaries (UK) (2019).[2]
- Ridder af Dannebrogordenen (2017).[2]
- Fortjenstkorset (4. grad) "pro merito melitensi" af Malteserordenen (2018).[2]
- Fortjenstkorset (3. grad) af Den Hellige Gravs Orden (2014).[2]
- Indvalgt medlem af det europæiske videnskabsakademi Academia Europaea (2013).[2]
- Indvalgt Fellow i Royal Historical Society (UK) (2009).[2]
- Årets Underviserpris ("Årets Harald") på Københavns Universitet (2007).[2]
- Årets Underviser ved Institut for Statskundskab, Københavns Universitet (2007).[2]